# 松田由雄
松田 由雄（まつだ よしお、1914年3月8日 - 1992年12月15日）は、日本の実業家。松田産業（現在のおやつカンパニー）の創業者。三重県出身。

## 経歴
1948年に松田産業（1980年に松田食品を経て、1993年におやつカンパニーに改称）を設立し、社長に就任し1989年まで務めた。
1992年12月15日、肝硬変のため死去した。78歳没。